# فرودگاه منطقه‌ای ایلیزبتتاون
فرودگاه منطقه‌ای ایلیزبتتاون (به انگلیسی: Elizabethtown Regional Airport) (به زبان بومی: Elizabethtown Regional Airport) یک فرودگاه همگانی بهره‌برداری هوایی با کد یاتا EKX است که یک باند فرود آسفالت دارد و طول باند آن ۱۸۲۹ متر است. این فرودگاه در شهر الیزابت‌تاون، کنتاکی کشور ایالات متحده آمریکا قرار دارد و در ارتفاع ۲۳۶ متری از سطح دریا واقع شده است.